# Sciaenochromis benthicola
Sciaenochromis benthicola é uma espécie de peixe da família Cichlidae.
É endémica do Malawi.
Os seus habitats naturais são: lagos de água doce.